# Saint-Désiré
Saint-Désiré é uma comuna francesa na região administrativa de Auvérnia-Ródano-Alpes, no departamento Allier. Estende-se por uma área de 40,18 km². Em 2010 a comuna tinha 462 habitantes (densidade: 11,5 hab./km²).